# Röstånga
Röstånga est une localité suédoise, située dans la commune de Svalöv en Scanie.
Sa population était de 946 habitants en 2019.